# 下新站
下新站（日语：／ Shimonii eki */?）是位於長野縣松本市大字新村，Alpico交通的上高地線車站。車站編號為AK-06。

## 歷史
- 1921年（大正10年）10月2日 - 筑摩鐵道車站啟用[1]。
- 1922年（大正11年）10月31日 - 公司名稱改為筑摩電氣鐵道。
- 1932年（昭和7年）12月2日 - 公司名稱改為松本電氣鐵道。
- 1997年（平成9年）9月 - 車站大樓重建[2]。
- 2011年（平成23年）4月1日 - 公司名稱改為Alpico交通。

## 車站構造
車站是一座地面車站，設有1面1線單式月台。此站是委託車站。此站設有木屋風的木製車站大樓。

## 使用狀況
根據「松本市統計書」，以下為1日平均乘車人次列表：
| 乘車人次變化 | 乘車人次變化 |
| 年度         | 1日平均人次  |
| ------------ | ------------ |
| 2009         | 55           |
| 2010         | 63           |
| 2011         | 68           |
| 2012         | 71           |
| 2013         | 63           |
| 2014         | 63           |
| 2015         | 88           |
| 2016         | 90           |
| 2017         | 68           |

## 車站周邊
- 國道158號
- 龜田屋酒造[1]

## 相鄰車站
Alpico交通
上高地線
大庭（AK-05）－下新（AK-06）－北新·松本大學前（AK-07）

## 注腳
1. 1 2 3 4 5 6 7  信濃毎日新聞社出版部. . 信濃毎日新聞社. 2011-07-24: 310. ISBN 9784784071647 （日语）.
2. ↑  松本電氣鐵道株式會社社史編集委員會《曙光－80年の歩み》松本電氣鐵道株式會社，2000年3月，197頁